# Bakole (langue)
Pour les articles homonymes, voir Bakole et Kole (homonymie).
Le bakole (ou bakolle, bamusso, kole) est une langue bantoïde méridionale parlée au Sud-Ouest du Cameroun, au sud de l'estuaire de la Meme, dans le département du Ndian, autour de Bamusso.
Elle est pratiquement considérée comme éteinte : on 1982, on dénombrait 300 locuteurs.